# Курская областная детская клиническая больница
Ку́рская областна́я де́тская клини́ческая больни́ца — одно из крупнейших в Курской области многопрофильное лечебно-профилактическое учреждение, оказывающее медицинскую стационарную и амбулаторную помощь в области педиатрии. Официальное название — Областное бюджетное учреждение здравоохранения «Областная детская клиническая больница» Комитета здравоохранения Курской области, сокращенно — ОБУЗ «КОДКБ». Больница расположена в городе Курске по адресу: улица Кольцова, 11а.
В областной детской больнице функционируют 16 служб и отделений. На базе больницы работают 3 кафедры: 2 кафедры Курского государственного медицинского университета (кафедра детских болезней и кафедра детских болезней факультета последипломного образования) и 1 кафедра Курского базового медицинского колледжа.

## История
Курская областная детская клиническая больница была открыта в ноябре 1975 года. Первоначально это лечебное учреждение включало стационар на 100 коек и консультативную поликлинику, рассчитанную на 80 посещений в день. В 90-х годах XX века стационар был расширен до 170 коек, при этом организовано отделение реанимации на 6 коек, специализированные отделения аллергологии, гастроэнтерологии, гематологии, эндокринологии, кардиологии, неврологии, нефрологии, пульмонологии.

## Оснащение
Больница располагает современными технологическими возможностями лабораторной диагностики по определению кислотно-основного равновесия, маркеров гормонального профиля и опухолей, инфекционных и паразитарных заболеваний. ОДКБ является единственным в Курской области учреждением, где все рентгеновские исследования проводятся с применением низкодозного оборудования и компьютерным анализом рентгенограмм, а ультразвуковые исследования выполняются по цифровым технологиям.
17 октября 2012 года на базе областной детской клинической больницы открылся первый в Курской области бэби-бокс.